# 秋山大学
秋山 大学（あきやま だいがく、本名：秋山 浩一、1962年6月7日 - ）は日本の俳優。かつてはたけし軍団のお笑いタレントだった。たけし軍団時代の芸名は秋山見学者。兵庫県神戸市出身。オフィス・キタハラ所属。

## 概要
大阪放送劇団付属研究所16期生。1990年代にたけし軍団のメンバーとして活躍。『スーパージョッキー』では浅草キッド、佐竹チョイナチョイナらとともにふんばるまんずのメンバーとして奮闘した。

## 経歴
兵庫県立鈴蘭台高等学校卒業。卒業後、海外の有名ブランドのオーダーメイドを扱う商事会社へ3ヶ月間だけ勤務した後、教員を目指し大阪経済大学夜間部へ入学するも1年で中退。アルバイトをしながら、大阪のNHK放送劇団、その後、東京のNHKアクターズプロモーションの研究生となる。NHKアクターズプロモーションで後にたけし軍団で同僚となる芹沢名人と知り合い、軍団へ入るきっかけを得る。
師匠ビートたけしの運転手を務め、1991年にその頃のエピソードをまとめた著書『たけしー・ドライバー―秋山見学者のトホホ青春記』が話題になった。秋山のメモを元にゴーストライターは田村章こと重松清が務めた。本のPRの為『スーパージョッキー』の熱湯コマーシャルに入ったことがある。運転手時代のエピソードで、方向感覚が悪く道を覚えるのが苦手だったので目的地がどこであっても必ず皇居周辺を一周してからでないとまともに運転出来ず、師匠のたけしから「お前は伝書鳩か!」とツッコまれた。
当初の「秋山見学者」という芸名は『風雲たけし城』を収録していた緑山スタジオに弟子志願のためによく見学に来ていたから付けられた。
1995年に芸人を廃業。元々『北野ファンクラブ』の主要スポンサーで縁のあったピザーラの社長から「フランチャイズ店をやってみないか?」という誘いを受けていたことから、著書の印税などを元手に同年12月に熱海市にピザーラの店舗を開店。ちなみに熱海市を選んだのは「店舗空白地だったから」ということで「特に深い理由はない」という。後に同店のスタッフだった女性と結婚し一男一女をもうける。
その後現在の芸名に改名し、ピザーラ、銀座たこ専店舗の経営の傍ら俳優としても活動を行っている。
ノーカット星、こてっちゃん馬場らと『コント川上哲治』というコントユニットを結成。中野伽藍堂などで活動していた時期があった。
『たけしの等々力ベース』(BSフジ、2015年2月12日放送)の「第98回・たけしの弟子道」にて、十数年ぶりに師匠たけしとのテレビ共演をした。
三軍メンバーの中でもいち早く中型二輪免許を所得。メンバーに中型スクーターの楽しさを教えてくれた。ヤマハ・シグナス125、ホンダ・フリーウェイ250の2型を所有していた。
たけし軍団の中でもいち早く、独演会「秋山見学者を見学する会」を実験的に六本木のライブハウスで行っていた。観客に脚本家の大石静も訪れており秋山見学者を激励していた。

## 著書
- たけしー・ドライバー（太田出版）1991年 ISBN 4872330439、（角川文庫）1993年 ISBN 4041862019

## 出演

### 映画
- その男、凶暴につき
- 3-4X10月
- あの夏、いちばん静かな海。
- WINDS OF GOD

### ドラマ
- 土曜ドラマ（NHK）
  - 地球をダメにする50のかんたんな方法（1992年）
- 愛してるよ!（1993年、テレビ朝日系） - 森井清 役
- 説得 エホバの証人と輸血拒否事件（1993年、TBS系）
- ジューン・ブライド（1995年、TBS系）- 近藤文則 役

### バラエティー
- スーパージョッキー（日本テレビ）
- 北野ファンクラブ（フジテレビ）
- たけしの等々力ベース（第98回、BSフジ）
- 爆報! THE フライデー（2016年7月、TBS）

### CM
- 大正製薬 大正漢方胃腸薬 - 田中邦衛の部下役